# فرد هول
فرد هول (بالإنجليزية: Fred Hole)‏ هو مصمم الإنتاج بريطاني، ولد في 8 مايو 1935 في كارديف في المملكة المتحدة، وتوفي في 4 فبراير 2011 في غررردس كراس في المملكة المتحدة.

## وصلات خارجية
- فرد هول على موقع IMDb (الإنجليزية)
- فرد هول على موقع أول موفي (الإنجليزية)
- فرد هول على موقع قاعدة بيانات الفيلم (الإنجليزية)